# 一汽・森雅S80
森雅 S80（セニア S80、英: XENIA S80、Senya S80）は、トヨタ自動車とダイハツ工業が共同開発し、一汽吉林汽車が製造・販売していた7人乗り小型SUVである。

## 概要
2011年に、アバンザ/セニアをベースとして発売した。

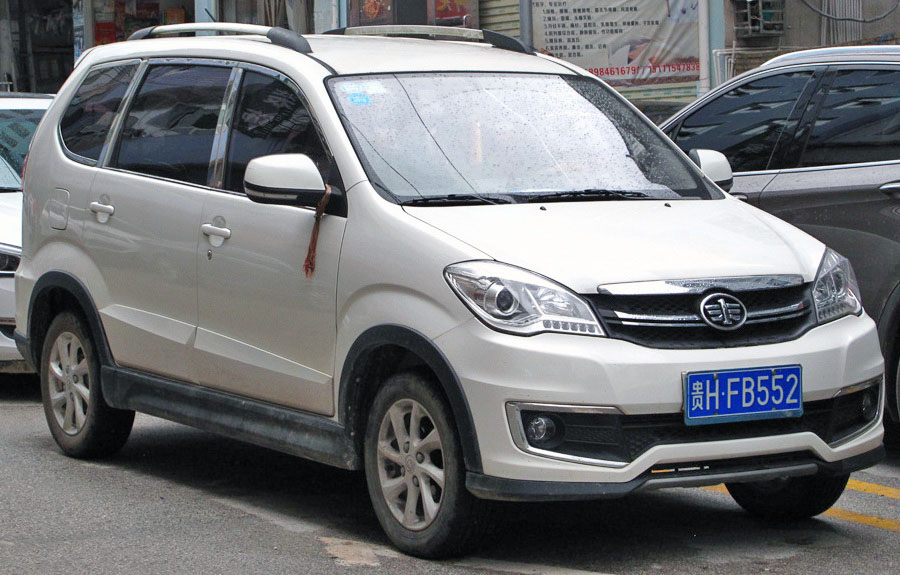
後期型 フロント
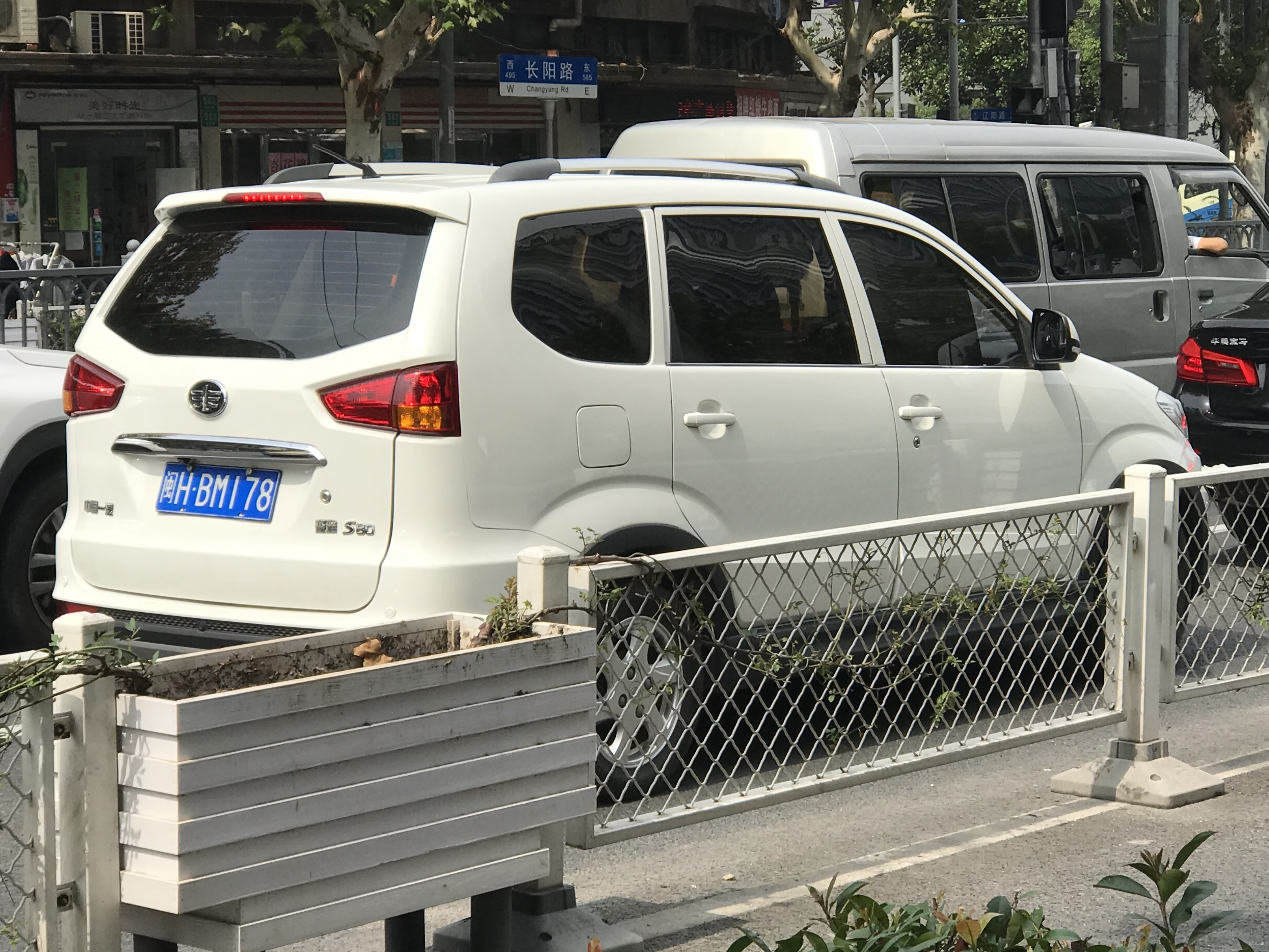
後期型 リア